# 35-я пехотная дивизия (Российская империя)
35-я пехотная дивизия — пехотное соединение Русской императорской армии. Штаб дивизии: Рязань. С 1 ноября 1888 года входила в 17-й армейский корпус.

## История дивизии

### Формирование
Сформирована Высочайшим приказом от 13-го октября 1863 года наряду с 36-й и 37-й пехотными дивизиями из батальонов 4-й резервной пехотной дивизии, которые были развернуты в пехотные полки. Первоначально все три новые дивизии вошли в 3-й резервный корпус.
В числе новых частей были сформированы:
- 138-й пехотный Болховской полк — из 4-го резервного батальона Тобольского пехотного Е. И. В. Великого Князя Сергея Александровича полка и бессрочно-отпускных 5-го и 6-го батальонов того же полка. Командиром вновь сформированного Болховского полка был назначен командир 4-го резервного батальона Тобольского полка полковник Пальчевский.

Начальником 35-й дивизии был назначен генерал-майор Преженцов.

### Боевые действия
Сражалась в Галицийской битве 1914 г.

В XVII корпусе 35-я пехотная дивизия отличилась в декабре 1914 года в сражении под Новым Корчином (особенно зарайцы полковника Дормана)…— [militera.lib.ru/h/kersnovsky1/17.html Керсновский А. А. История Русской армии]

## Состав дивизии
- 1-я бригада (Рязань)
  - 137-й пехотный Нежинский Е. И. В. Великой Княгини Марии Павловны полк
  - 138-й пехотный Болховский полк
- 2-я бригада (Егорьевск)
  - 139-й пехотный Моршанский полк
  - 140-й пехотный Зарайский полк
- 35-я артиллерийская бригада (Рязань)

## Командование дивизии
(Командующий в дореволюционной терминологии означал временно исполняющего обязанности начальника или командира. Должности начальника дивизии соответствовал чин генерал-лейтенанта, и при назначении на эту должность генерал-майоров они оставались командующими до момента своего производства в генерал-лейтенанты).

### Начальники дивизии
- 13.10.1863 — хх.хх.1866 — генерал-майор (с 19.04.1864 генерал-лейтенант) Преженцов, Богдан Петрович
- хх.хх.1867 — хх.хх.1868 — генерал-лейтенант барон фон Майдель, Егор Иванович
- 29.04.1868 — 19.02.1877 — генерал-майор (с 20.05.1868 генерал-лейтенант) Ралль, Василий Фёдорович
- 22.02.1877 — 16.08.1880 — генерал-майор Свиты Е. И. В. (с 01.01.1878 генерал-лейтенант) Баранов, Николай Евстафьевич
- 16.08.1880 — 26.02.1881 — генерал-лейтенант Тимофеев, Алексей Алексеевич
- 29.03.1881 — 10.05.1891 — генерал-майор (с 30.08.1881 генерал-лейтенант) Данилов, Василий Павлович
- 27.05.1891 — 14.05.1894 — генерал-майор (с 30.08.1891 генерал-лейтенант) Риттих, Александр Фёдорович
- 18.05.1894 — 11.08.1899 — генерал-майор (с 30.08.1894 генерал-лейтенант) Юнаков, Леонтий Авксентьевич
- 10.02.1902 — 12.04.1904 — генерал-майор (с 14.04.1902 генерал-лейтенант) Смирнский, Константин Иванович
- 19.04.1904 — 07.04.1908 — генерал-лейтенант Добржинский, Ксаверий Антонович
- 24.04.1908 — 08.12.1908 — генерал-лейтенант Шевцов, Александр Прохорович
- 21.12.1908 — 01.01.1911 — генерал-лейтенант Шостак, Фёдор Александрович[4]
- 15.02.1911 — 19.02.1913 — генерал-лейтенант Сычевский, Аркадий Валерианович
- 23.04.1913 — 22.10.1914 — генерал-лейтенант Потоцкий, Пётр Платонович
  - в октябре 1914 — вр. и.д. командующего генерал-майор Ремезов, Николай Митрофанович
- 22.10.1914 — 23.09.1915 — генерал-лейтенант Крылов, Константин Александрович
- 04.10.1915 — 29.09.1916 — командующий генерал-майор Тальгрен, Владимир Павлович
- 08.10.1916 — 18.04.1917 — командующий генерал-майор Май-Маевский, Владимир Зенонович
- 18.04.1917 — хх.хх.хххх — командующий генерал-майор Ильяшенко, Александр Николаевич

### Начальники штаба дивизии
- 16.11.1863 — 21.01.1869 — подполковник (с 30.08.1865 полковник) Уфнярский, Владислав Францевич
- 25.01.1869 — хх.хх.1873 — полковник Елец, Люциан Адамович
- хх.хх.1873 — хх.хх.1879 — полковник Огонь-Догановский, Пётр Нилович
- 04.10.1879 — 28.05.1882 — подполковник (с 30.08.1880 полковник) Грибский, Константин Николаевич
- хх.хх.1882 — 15.11.1884 — полковник Озерский, Владимир Иванович
- 21.11.1884 — 28.04.1885 — полковник Волков, Владимир Сергеевич
- 09.05.1885 — 07.06.1890 — полковник Соловьёв, Николай Иванович
- 13.06.1890 — 23.03.1892 — полковник Швембергер, Иосиф Фёдорович
- 23.03.1892 — 05.06.1895 — полковник Яковлев, Пётр Петрович
- 14.06.1896 — 31.10.1899 — полковник Зметнов, Георгий Александрович
- 04.12.1899 — 19.03.1903 — полковник Адариди, Август-Карл-Михаил Михайлович
- 27.03.1903 — 01.12.1904 — подполковник (с 06.12.1903 полковник) Сухомлин, Семён Андреевич
- 01.12.1904 — 23.05.1905 — полковник Пукалов, Дмитрий Платонович[4]
- 03.03.1906 — 14.08.1906 — полковник Егорьев, Константин Николаевич
- 14.08.1906 — 23.03.1908 — полковник Острянский, Николай Максимович
- 04.04.1908 — 15.01.1914 — полковник фон Зигель, Дмитрий Михайлович
- 09.02.1914 — 21.03.1915 — полковник Батранец, Николай Леонтьевич
- 05.05.1915 — 25.08.1915 — и. д. полковник Дорошкевич, Александр Васильевич
- 02.10.1915 — 08.03.1916 — и. д. полковник барон фон Таубе, Сергей Фердинандович
- 16.03.1916 — 27.04.1916 — полковник Трещенков, Александр Евгеньевич
- 11.05.1916 — 04.11.1916 — генерал-майор Сытин, Иван Павлович
- 02.12.1916 — 18.03.1917 — полковник (с 06.12.1916 генерал-майор) Уваров, Михаил Андреевич
- 01.04.1917 — 11.05.1917 — полковник (с 02.04.1917 генерал-майор) Бенаев, Андрей Михайлович
- 20.06.1917 — хх.хх.хххх — и. д. полковник Войналович, Михаил Кузьмич

### Командиры 1-й бригады
В период с 28 марта 1857 года по 30 августа 1873 года должности бригадных командиров пехотных дивизий были упразднены.
После начала Первой мировой войны в дивизии была оставлена должность только одного бригадного командира, именовавшегося командиром бригады 35-й пехотной дивизии.
- 30.08.1873 — 07.04.1874 — генерал-майор Воронов, Александр Алексеевич
- 07.04.1874 — 14.09.1877 — генерал-майор Тихменев, Михаил Павлович
- 14.09.1877 — 25.09.1877 — генерал-майор Дохтуров, Дмитрий Петрович
- 25.09.1877 — хх.хх.1878 — генерал-майор Коль, Карл-Юлиус Адальбертович
  - 15.12.1877 — полковник Буссе, Владимир Васильевич (временно?)
- 20.03.1879 — 22.10.1885 — генерал-майор Шишкин, Александр Степанович
- 30.10.1885 — 12.11.1886 — генерал-майор Колзаков, Николай Александрович
- 24.11.1886 — 01.02.1888 — генерал-майор Лазарев, Пётр Степанович
- 17.02.1888 — 26.12.1892 — генерал-майор Тихменёв, Валериан Петрович
- 26.12.1892 — 25.05.1899 — генерал-майор Аспелунд, Виктор Карлович
- 08.06.1899 — 20.03.1903 — генерал-майор Воронец, Евстафий Григорьевич
- 31.03.1903 — 20.02.1910 — генерал-майор Глинский, Иосиф Алоизиевич
- 21.02.1910 — 19.07.1914 — генерал-майор Орлов, Дмитрий Дмитриевич
- 29.07.1914 — 06.10.1915 — генерал-майор Ремезов, Николай Митрофанович
- 17.10.1915 — 20.01.1916 — генерал-майор Владимиров, Владимир Григорьевич
- 20.01.1916 — 20.11.1916 — генерал-майор Ремезов, Николай Митрофанович
- 20.11.1916 — 18.04.1917 — генерал-майор Ильяшенко, Александр Николаевич
- 24.04.1917 — после 01.07.1917 — полковник (с 01.07.1917 генерал-майор) Головинский, Алексей Васильевич

### Командиры 2-й бригады
- 30.08.1873 — 07.04.1874 — генерал-майор Эйхен, Фёдор (Фридрих) Фёдорович
- 07.04.1874 — 31.10.1877 — генерал-майор Воронов, Александр Алексеевич
- 31.10.1877 — 28.11.1877 — генерал-майор Больдт, Константин Егорович
- 28.11.1877 — 07.04.1878 — генерал-майор фон Тальберг, Отто Германович
- 25.04.1878 — хх.хх.1878 — генерал-майор фон Мевес, Михаил Троянович
- 25.08.1878 — 13.04.1884[5] — генерал-майор Елец, Люциан Адамович
- 26.04.1884 — 12.11.1886 — генерал-майор Ридигер, Александр Николаевич
- 12.11.1886 — 30.11.1893[6] — генерал-майор Колзаков, Николай Александрович
- 21.12.1893 — 11.08.1899 — генерал-майор барон Меллер-Закомельский, Сергей Николаевич
- 31.10.1899 — 14.07.1905 — генерал-майор Гласко, Александр Степанович
- 07.09.1905 — 07.10.1905 — генерал-майор Белькович, Леонид Николаевич
- 07.01.1906 — 04.01.1908 — генерал-майор Жегочев, Борис Константинович
- 30.01.1908 — 21.02.1910 — генерал-майор Орлов, Дмитрий Дмитриевич
- 24.03.1910 — 19.07.1914 — генерал-майор Симанский, Пантелеймон Николаевич

### Помощники начальника дивизии
В период с 28 марта 1857 года по 30 августа 1873 года помощники начальника дивизии фактически являлись бригадными командирами.
- 27.11.1863 — 01.03.1865[7] — генерал-майор Печковский, Николай Осипович
- 18.03.1865 — 12.09.1870 — генерал-майор Энгман, Карл Лаврентьевич
- 29.09.1870 — хх.хх.1870 — генерал-майор Малиновский, Павел Николаевич
- хх.хх.1870 — 30.08.1873[8] — генерал-майор Воронов, Александр Алексеевич

### Командиры 35-й артиллерийской бригады
Бригада сформирована 3 ноября 1863 года.
До 1875 г. должности командира артиллерийской бригады соответствовал чин полковника, а с 17 августа 1875 г. - чин генерал-майора.
- 02.12.1863 — хх.хх.1864 — полковник Чичагов, Михаил Никифорович
- 17.12.1864 — 08.07.1875 — полковник (с 16.04.1867 генерал-майор) Давыдов, Иван Михайлович
- 30.07.1875 — 15.12.1876 — полковник Федоренко, Егор Иванович
- 15.12.1876 — 09.03.1880 — полковник (с 01.01.1878 генерал-майор) Михель, Егор Егорович
- 09.03.1880 — 26.08.1883[7] — полковник (с 30.08.1881 генерал-майор) Веверн, Адам Адольфович
- 05.10.1883 — 22.09.1890 — генерал-майор Леман, Дмитрий Александрович
- 24.12.1890 — xx.xx.1891 — генерал-майор Саларев, Владимир Александрович
- 27.02.1891 — 17.11.1898 — генерал-майор Войнов, Илларион Маркианович
- 17.11.1898 — 18.01.1902 — генерал-майор Цветковский, Константин Егорович
- 22.01.1902 — 23.08.1905 — генерал-майор Терпиловский, Феликс Феликсович
- 23.08.1905 — 12.11.1907 — полковник (с 22.04.1907 генерал-майор) фон Аккерман, Леонид Юльевич
- 21.11.1907 — 23.11.1908 — генерал-майор Орановский, Николай Алоизович
- 30.08.1909 — 26.07.1910 — генерал-майор Блюмер, Каспар Николаевич
- 26.07.1910 — 31.03.1915 — генерал-майор Мейснер, Виктор Вольдемарович
- 31.03.1915 — 21.05.1915[11]  — генерал-майор Гобято, Леонид Николаевич
- 30.11.1915 — 27.07.1916 — командующий полковник Дынников, Павел Акимович
- 27.07.1916 — 23.08.1916 — генерал-майор Леркам, Владимир Андреевич
- 23.08.1916 — 17.03.1917 — полковник (с 06.12.1916 генерал-майор) Михайловский, Иван Петрович
- 17.03.1917 — 02.07.1917 — командующий полковник барон Витте, Пётр Петрович
- 16.09.1917 — хх.хх.хххх — генерал-майор Май, Фёдор Богданович